# Slaviboř (železniční zastávka)
Slaviboř (německy Sleiborsch) je železniční zastávka, která se nachází v části obce Černíč v okrese Jihlava v kraji Vysočina. Zastávka leží na trati Kostelec u Jihlavy – Slavonice.

## Přeprava
Na zastávce zastavují pouze osobní a spěšné vlaky, které provozují České dráhy, které na tyto vlaky nasazují motorové vozy RegioSpider. Na zastávce se nachází přístřešek pro cestující. Zastávka se nachází v integrovaném dopravním systému VDV.

## Přístupnost
Přístup na nástupiště není bezbariérový.